# 拉拉瓦尔
拉拉瓦尔（法語：La Ravoire，法語發音：[la ʁavwaʁ]）是法国萨瓦省的一个市镇，位于该省西部，属于尚贝里区。该市镇总面积6.82平方公里，2022年1月1日总人口为9,154人，是尚贝里城市公共社区内的第三大城市。

## 地理
拉拉瓦尔（45°33'25"N, 5°57'59"E）面积6.82 平方千米，位于法国奥弗涅-罗讷-阿尔卑斯大区萨瓦省，该省份为法国东部省份，历史上为薩伏依的一部分，北起上萨瓦省，西接伊泽尔省和安省，南部和东部与上阿尔卑斯省和意大利接壤。
与拉拉瓦尔接壤的市镇（或旧市镇、城区）包括：巴尔伯拉、巴尔比、沙勒莱索、米扬、圣阿尔邦莱斯、圣巴尔多夫。

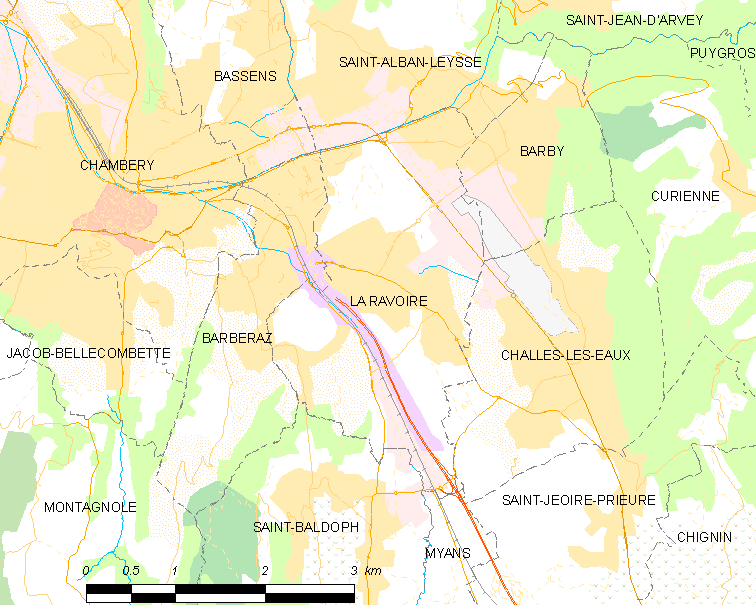
拉拉瓦尔的OSM定位图

拉拉瓦尔的时区为UTC+01:00、UTC+02:00（夏令时）。

## 行政
拉拉瓦尔的邮政编码为73490，INSEE市镇编码为73213。

## 政治
拉拉瓦尔所属的省级选区为拉拉瓦尔县。

## 人口

1962-2008年间拉拉瓦尔人口变化图示

拉拉瓦尔于2022年1月1日时的人口数量为9154人。